# Mathias William Schmidt
Mathias William Schmidt OSB (* 21. April 1931 in Nortonville, Kansas, USA; † 24. Mai 1992 in Utinga, Bahia) war Bischof von Ruy Barbosa.

## Leben
Mathias William Schmidt trat 1951 der Ordensgemeinschaft der Benediktiner bei und legte am 1. Juli 1952 die einfache Profess ab. Am 11. Juli 1955 legte er die feierliche Profess ab. Schmidt empfing am 30. Mai 1957 das Sakrament der Priesterweihe.
Am 10. Juni 1972 ernannte ihn Papst Paul VI. zum Titularbischof von Mutugenna und zum Weihbischof in Jataí. Der Bischof von Jataí, Benedito Domingos Vito Coscia OFM, spendete ihm am 10. September desselben Jahres die Bischofsweihe; Mitkonsekratoren waren der Erzbischof von Kansas City, Ignatius Jerome Strecker, und der Bischof von Jefferson City, Michael Francis McAuliffe.
Am 14. Mai 1976 bestellte ihn Papst Paul VI. zum Bischof von Ruy Barbosa.